# George Kobayashi
George Kobayashi, född 29 november 1947 i São Paulo, Brasilien, är en japansk tidigare fotbollsspelare.